# Wiglaf de Mercia
No confundir con Wiglaf, rey semi-legendario de Götaland (sucesor de Beowulf)
Wiglaf (muerto c. 839) fue un rey de Mercia, reino situado en lo que hoy constituyen las actuales Midlands inglesas, que gobernó entre 827 y 829 y desde 830 hasta su muerte. Su origen familiar es incierto: los años 820 fueron un periodo en el que hubo conflictos dinásticos en el reino de Mercia por lo que se desconoce la genealogía de varios reyes de esta época. Su nieto Wigstan fue considerado más tarde como descendiente de Penda de Mercia, por lo que es posible que a su vez Wiglaf también descendiera de Penda, uno de los reyes de Mercia más poderosos del siglo VII.
Wiglaf sucedió en el trono a Ludeca, quien murió durante una campaña contra Estanglia. Su primer reinado coincidió con el auge del reino anglosajón de Wessex, rival de Mercia, durante el reinado de Egberto. Egberto arrebató a Wiglaf el trono de Mercia en 829 y gobernó directamente Mercia durante un año. Wiglaf recuperó el trono en 830, probablemente por la fuerza, aunque puede que Wiglaf se mantuviera bajo el señorío de Egberto. Mercia nunca recuperó los reinos surorientales, aunque Berkshire y tal vez Essex volvieron a estar bajo control mercio. Las causas de la suerte cambiante de Mercia y Wessex son materias sujetas a la especulación, pero podría ser que el apoyo carolingio influyera en el ascenso de Egberto y la posterior recuperación mercia. Aunque parecía que Wiglaf había restaurado la independencia de Mercia, fue por poco tiempo, y a finales del siglo Mercia fue dividida entre Wessex y los invasores vikingos.
Wiglaf murió sobre el 839 y probablemente fue sucedido por Behortwulf, aunque una tradición registra que su hijo, Wigmund, reinó durante un breve período. Wiglaf fue enterrado en Repton, cerca de Derby.

## Contexto histórico

Mapa donde se muestran los principales reinos de Gran Bretaña sobre el año 800.

Mercia había sido el reino anglosajón dominante durante la mayor parte del siglo VIII, siendo Offa, muerto en 796, el rey más poderoso de su tiempo. Coenwulf, quien ocupó el trono mercio poco después de la muerte de Offa, fue capaz de mantener la influencia de Mercia sobre los reinos de Kent, Estanglia y Essex, y frecuentemente realizó incursiones al otro lado de la muralla de Offa, en el territorio de Gales. Sin embargo, la muerte de Coenwulf en 821 marcó el inicio de un periodo en el que el mapa político de Inglaterra fue drásticamente redibujado. Aunque una fuente del siglo XI afirma que el hijo de Coenwulf, Cynehelm, sucedió brevemente a su padre en el trono, lo más probable es que quien sucediera a Coenwulf fuera su hermano, quien reinó dos años antes de que fuera depuesto.
El siguiente rey, Beornwulf, no era de estirpe real, aunque se ha conjeturado, basándose en la letra B inicial, que estaba relacionado con los posteriores reyes Beorhtwulf y Burgred. Probablemente la derrota del reino de Powys y la destrucción de la fortaleza de Deganwy registradas en la crónica galesa de Brut y Tywysogion en 823 las llevó a cabo Beornwulf. Está claro que Mercia era todavía una potencia militar en aquel tiempo. Sin embargo, Beornwulf fue derrotado por Egberto de Wessex en la batalla de Ellandun en 825 y murió al año siguiente mientras dirigía una infructuosa campaña de invasión de Estanglia. Su sucesor, Ludeca, de linaje desconocido, también invadió Estanglia, y al igual que Beornwulf murió durante la campaña en 827. Parece ser que estas derrotas cercanas en el tiempo empeoraron las disensiones dinásticas en la autoridad real mercia. Fuera de las fronteras de Mercia, el reino de Wessex, en el sur, era ya un reino poderoso y en expansión cuando Wiglaf ascendió al trono.

## Abolengo
El linaje familiar de Wiglaf no se conoce con certeza. Existen dos teorías principales sobre la genealogía de los reyes de Mercia de este periodo. Una de ellas afirma que había dos linajes de la familia real que compitieron por el trono. Por ejemplo, a mediados del siglo VII, Penda puso las provincias conquistadas bajo el control de familiares suyos. Un wigheard, que firmó unos fueros a finales del siglo VII, era probablemente un miembro de su linaje. La otra teoría afirma que un número de grupos de familiares con poderes locales habrían competido por la sucesión. Los subreinos del Hwicce, el Tomsæte y el no identificado Gaini son ejemplos de este tipo de poderes locales. Las alianzas matrimoniales también pudieron haber jugado su papel. Los magnates competidores, llamados en los «fueros» dux o princeps, podrían haber ayudado al ascenso de los distintos monarcas. En este modelo, los reyes mercios eran poco más que líderes de la nobleza.
Una tradición medieval preservada en Evesham recoge que Wigstan, el nieto de Wiglaf, era descendiente de Coenred, quien a su vez era nieto de Penda. Los abuelos de Wigstan fueron Wiglaf y Ceolwulf; la tradición puede ser interpretada como que Wiglaf descendía de Penda, pero también podría ser que fuera la esposa de Wiglaf, Cynethryth, quien descendiera de Penda. El nombre de Cynethryth se conoce gracias a dos fueros de Wiglaf datados en 831 y 836, y la historiadora Pauline Stafford anota que su nombre parece remontarse hasta la familia de Coenwulf si no a un linaje real anterior, pero como el mismo Wiglaf, no hay certeza respecto lo conocido sobre su abolengo. En la medieval Life of St. Wigstan se menciona un conexión distinta, en la que se afirma que las familias «B» y «W», haciendo referencia a las iniciales de los nombres, estaban emparentadas.
Los descendientes conocidos de Wiglaf incluyen a su hijo Wigmund y a su nieto Wigstan, comparten ambos el «Wig-» inicial en su nombre; los nombres familiares aliterativos son frecuentes en las dinastías anglosajonas y a menudo significa que pertenecían a la misma estirpe real. Entre otros posibles descendientes de Wiglaf se incluye al último rey de Mercia, Ceolwulf II. Gracias a «fueros» de Mercia de finales del siglo VIII y principios del IX, se conocen un buen número de duces o praefecti (ealdorman) con nombres similares, como Wigbald, Wigberht, Wigcga, Wigferth y Wigheard, pero no hay evidencias, aparte de la similitud en los nombres, que muestren que estos nobles eran parientes.

## Primer reinado y derrota frente a Wessex

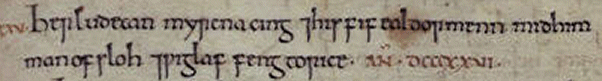
Entrada para el año 825 en el manuscrito [C] de la Crónica anglosajona, en la que se narra el ascenso al trono de Wiglaf.

La Crónica anglosajona cita el ascenso al trono de Wiglaf en la entrada del año 827 (citado erróneamente bajo el año 825). La entrada reza en inglés antiguo: Her Ludecan Myrcna cing 7 his fif ealdormenn mid him man ofsloh, 7 Wiglaf feng to rice (‘Aquí fue muerto Ludeca, rey de Mercia, y sus cinco ealdormen con él, y Wiglaf accedió al trono’). En 829, Egberto de Wessex invadió Mercia con éxito y depuso a Wiglaf. La consecuencia inmediata para Mercia de la derrota de Beornwulf a manos de Egberto en 825 en la batalla de Ellendum había sido la pérdida del control de los reyes surorientales de Kent, Sussex, Essex y Estanglia. Las desastrosas expediciones militares contra Estanglia llevadas a cabo por Beornwulf y Ludeca en 826 y 827, respectivamente, confirmaron la pérdida del control de Mercia sobre ese reino. La victoria de Egberto sobre Wiglaf en 829 completó su dominio sobre el sur inglés, para, a finales del mismo año, recibir la sumisión de Eanred de Northumbria en Dore, en la frontera septentrional de Mercia. Estos acontecimientos condujeron al escriba anónimo de la Crónica anglosajona a describir a Egberto como el octavo bretwalda o «soberano de Britania».
Egberto mantuvo el control sobre Mercia hasta el año 830. Se mantuvo en el poder el suficiente tiempo como para llegar a emitir monedas (acuñadas en Londres) con el lema «Rex M», referido a Rex Merciorum (‘rey de Mercia’).

## Segundo reinado

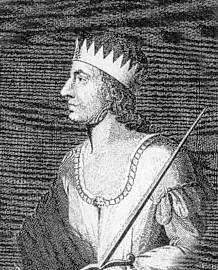
Retrato imaginario de Egberto de Mercia, quien desposeyó a Wiglaf del trono durante un breve periodo.

En la Crónica aparece que en el año 830, Wiglaf volvió a obtener el reino de Mercia. Generalmente, la vuelta al trono de Wiglaf ha sido interpretada por los historiadores como una indicación del final del señorío de Egberto sobre Mercia. En particular, el historiador Frank Stenton argumentó que debido a las erratas de la Crónica, es posible que Wiglaf recobrara el reino por la fuerza y que si Egberto hubiera cedido el reino a Wiglaf, esto debería haberse mencionado. Como evidencia de que Wiglaf actuaba como gobernante independiente en aquel tiempo también se citan unos fueros de 836; estos registran un concilio en Croft, en Leicestershire, al que asistió el arzobispo de Canterbury y once obispos, entre los que se encontraban algunos de los obispos sajones occidentales. Wiglaf se refiere a la asamblea como «mis obispos, duces y magistrados», indicando que no sólo había recuperado el control sobre su territorio, sino que tenía cierto nivel de autoridad sobre la iglesia del sur de Inglaterra. Es significativo el hecho de que Wiglaf todavía fuera capaz de convocar tal grupo de personas notables, los sajones occidentales, ya que aunque pudieran hacerlo, no celebraban tales concilios.
Essex, que había sido una dependencia de Mercia, podría haber vuelto a estar bajo el dominio mercio: un tal rey Sigeric de los sajones orientales, descrito como ministro de Wiglaf, aparece como testigo en unos fueros de Hertfordshire en algún momento entre 829 y 837. Cuando aparentemente Egberto perdió el control de la casa de la moneda, Londres continuó siendo una ciudad mercia durante todo el segundo reinado de Wiglaf e incluso después de este. Parece ser que Berkshire también volvió a estar bajo control de Mercia, aunque es posible que esto no se produjera hasta después del reinado de Wiglaf. Tal vez más sorprendente, dado el poderío de Wessex, es el hecho de que el territorio a lo largo del curso medio del río Támesis que había sido el corazón de las tierras del pueblo Gewisse (el precursor del estado sajón occidental en el siglo IX), quedara firmemente en manos de Mercia. En el oeste, o Wiglaf o su sucesor, Beorhtwulf, consiguieron someter a los galeses al control mercio en algún momento anterior a 853, cuando se registra una rebelión contra Mercia.
En unos fueros de 831 promulgados en Wychbold, cerca de Droitwich, Wiglaf declara que se trata de «el primer año de mi segundo reinado»; es significativo que Wiglaf no hiciera referencia Egberto en estos fueros, manifestando que hacía un año que había recobrado el poder, y reconociendo su deposición momentánea. En Estanglia, el rey Ethelstan acuñó moneda, posiblemente a principios de 827, pero es más probable que fuera sobre 830, después de que la influencia de Egberto se viera reducida con el retorno de Wiglaf al trono de Mercia. En parte, esta demostración de independencia de Estanglia no es sorprendente, ya que es probable que Aethelstan fuera el responsable de la derrota y muerte de Beornwulf y de Ludeca en sus respectivas campañas contra Estanglia.
Tanto el repentino aumento de poder de Wessex a finales de los años 820, como el posterior fracaso en mantener su posición dominante, han sido examinados por los historiadores en busca de causas subyacentes. La razón esgrimida para explicar el colapso de Mercia ha sido un problema dinástico; sin duda alguna, los años 820 fueron años de inestabilidad en el linaje real. La falta de información detallada sobre la administración de Mercia y de Wessex hace que sea difícil valorar otras teorías: por ejemplo, se ha sugerido que los sajones occidentales tenían un sistema tributario estable que contribuyó a su éxito, o que la mezcla de la población nativa y sajona en Wessex, las fronteras naturales y unos administradores capaces fueron factores clave.
Otra explicación que se ha propuesto para tratar de explicar los acontecimientos de esos años es que la fortuna de Wessex dependía en cierta medida del apoyo carolingio. Las redes comerciales de los francos y los renanos colapsaron en algún momento de los años 820 o 830, y además, en febrero de 830 estalló una rebelión contra Ludovico Pío, el que sería el primero de una serie de conflictos internos que tuvieron lugar en los años 830 y posteriores. Estas distracciones pudieron haber reducido la capacidad de Ludovico para ayudar a Egberto. Según esta visión, la retirada del apoyo franco habría provocado que Estanglia, Mercia y Wessex encontraran un balance de fuerzas sin la dependencia de apoyo exterior.
Sin embargo la recuperación de Wiglaf no fue completa. Efectivamente, la influencia de Egberto se redujo después del año 830, pero Mercia nunca logró recuperar el control del sureste, a excepción posiblemente de Essex; quedando Estanglia como reino independiente. Parece ser que Wulfred, el arzobispo de Canterbury en tiempos de la victoria de Egberto, permaneció leal a Mercia: su acuñación de moneda finaliza cuando empieza la acuñación de Egberto en Kent; unos fueros de 838 que muestran que Egberto accedía a devolver propiedades a la iglesia en Canterbury parecen evidenciar que había tomado con anterioridad propiedades de la iglesia. Ethelwulfo, el hijo de Egberto, fue rey de Kent durante el reinado de su padre y su temor de que Mercia pudiera seguir influyendo en Kent podría haber sido la razón por la que dio propiedades a la iglesia de Christ Church en Canterbury.

## Monedas y fueros
Las monedas del reinado de Wiglaf son muy raras. Se puede distinguir entre los tipos con retrato o él; y de estas, solo dos monedas sin retrato serían del segundo reinado de Wiglaf. Aparte de ellas, no hay ninguna otra evidencia de acuñación mercia de monedas hasta el reinado del sucesor de Wiglaf, Beorhtwulf, que empezó alrededor del año 840. Esto mostraría que Wiglaf permaneció sujeto al dominio de Egberto después del año 830, aunque muchos historiadores consideran que Wiglaf habría recuperado su independencia en aquel tiempo.
Del reinado de Wiglaf han sobrevivido «fueros»; estos eran documentos en los que se entregaba tierras a seguidores o miembros del clero y eran otorgadas por los reyes, quienes tenían el poder de conceder las tierras. Uno de los fueros de Wiglaf, en los que se otorgan privilegios al monasterio de Hanbury en el año 836 no eximía a los monjes de las obligaciones de construir murallas y defensas, indicando su preocupación por los asuntos defensivos. Los fueros de Wessex no empezaron a mostrar estas exenciones hasta el año 846. Estas cláusulas se explicaban por el incremento de la presencia vikinga en Britania: las incursiones vikingas habrían empezado por lo menos a principios del año 793, ejércitos vikingos llegaron a Kent en 811 y desde 835 las incursiones vikingas fueron una preocupación para los reyes de Wessex.
Los fueros de 836 también contienen una referencia temprana al trinoda necessitas, el conjunto de tres obligaciones que los reyes de la época daban a sus súbditos. Estas obligaciones consistían en la construcción de residencias reales, la obligación de pagar el feorn, un alquiler en comida, al rey y prestar hospitalidad a los sirvientes del rey. Los privilegios otorgados eran unos gastos: Wiglaf y un ealdorman recibieron intereses en haciendas y otro ealdorman recibió seiscientos chelines de oro. Es tal vez notable que en común con muchos otros fueros mercios del siglo IX, ésta es una concesión de privilegios en lugar de tierras: el cronista Beda había comentado a principios de siglo que excesivas concesiones de tierras a los monasterios estaban dejando a los reyes sin tierras para otorgar a la nobleza y los reyes de Mercia podrían estar tomando medidas para paliar este problema.

## Sucesión

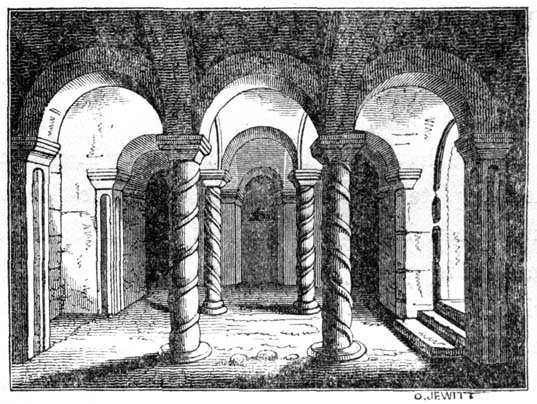
Grabado del que representa la cripta de Renton donde fue enterrado Wiglaf.

En ninguna de las fuentes primarias se da directamente la fecha de la muerte de Wiglaf; sin embargo, puede ser determinada de la cronología de sus sucesores. En la Crónica anglosajona aparece que Burgred fue expulsado de Mercia por los vikingos en el año 874, tras un reinado de veintidós años, y los fueros indican que Burgred ascendió al trono en la primera mitad de 852. Una lista real otorga a su predecesor, Beorhtwulf, un reinado de trece años, que es consistente con las fechas obtenidas de sus fueros. Por lo tanto parece que el reinado de Wiglaf terminó el año 839. Una tradición apunta que la muerte de Wigstan se produjo en 849 y se apunta que el padre de Wigstan, Wigmundo, el hijo de Wiglaf, podría haber sido rey, pero esta es la única evidencia de que Wigmundo hubiera podido reinar y debe ser tomada con cautela. No se conocen las causas del final de Beorhtwulf, pero parece que las tensiones dinásticas eran un factor continuo en la sucesión mercia, en contraposición a Wessex, donde Egberto estableció una dinastía que perduró con pocos altercados durante todo el siglo IX.
Wiglaf fue enterrado en Repton, en una cripta que aún puede verse. La iglesia del monasterio que se encontraba en el lugar en aquel tiempo fue construida probablemente por Ethelbaldo de Mercia para albergar el mausoleo real; en este lugar también fue enterrado Wigstan, el nieto de Wiglaf. La bóveda y las columnas de la cripta no son los originales y podrían datar del tiempo de Wiglaf en lugar del de Ethelbaldo.
| Predecesor: Ludeca  | Rey de Mercia 827-829 | Sucesor: Egberto    |
| Predecesor: Egberto | Rey de Mercia 830-839 | Sucesor: Beorhtwulf |